# 乔迪·威廉斯
乔迪·威廉斯（英語：Jody Williams，1950年10月9日—），是一位美国教师和社会活动家，也是1997年诺贝尔和平奖获得者。
1972年威廉斯在佛蒙特大学获得学士学位，之后几年她先后在墨西哥和英国教授英语，并积极投身于国际社会活动中。
1997年渥太华公约签署后，她因为积极参与国际禁止地雷运动（International Campaign to Ban Landmines 、ICBL）并推动公约的签订而获得当年的诺贝尔和平奖。